# Bataille de Kbaadé
 (septembre 2024).
La mise en forme du texte ne suit pas les recommandations de Wikipédia : il faut le « wikifier ».
Les points d'amélioration suivants sont les cas les plus fréquents :
- Les titres sont pré-formatés par le logiciel. Ils ne sont ni en capitales, ni en gras.
- Le texte ne doit pas être écrit en capitales (les noms de famille non plus), ni en gras, ni en italique, ni en « petit »…
- Le gras n'est utilisé que pour surligner le titre de l'article dans l'introduction, une seule fois.
- L'italique est rarement utilisé : mots en langue étrangère, titres d'œuvres, noms de bateaux, etc.
- Les citations ne sont pas en italique mais en corps de texte normal. Elles sont entourées par des guillemets français : « et ».
- Les listes à puces sont à éviter, des paragraphes rédigés étant largement préférés. Les tableaux sont à réserver à la présentation de données structurées (résultats, etc.).
- Les appels de note de bas de page (petits chiffres en exposant, introduits par l'outil «  Source ») sont à placer entre la fin de phrase et le point final[comme ça].
- Les liens internes (vers d'autres articles de Wikipédia) sont à choisir avec parcimonie. Créez des liens vers des articles approfondissant le sujet. Les termes génériques sans rapport avec le sujet sont à éviter, ainsi que les répétitions de liens vers un même terme.
- Les liens externes sont à placer uniquement dans une section « Liens externes », à la fin de l'article. Ces liens sont à choisir avec parcimonie suivant les règles définies. Si un lien sert de source à l'article, son insertion dans le texte est à faire par les notes de bas de page.
- La présentation des références doit suivre les conventions bibliographiques. Il est recommandé d'utiliser les modèles {{Ouvrage}}, {{Chapitre}}, {{Article}}, {{Lien web}} et/ou {{Bibliographie}}. Le mode d'édition visuel peut mettre en forme automatiquement les références.
- Insérer une infobox (cadre d'informations à droite) n'est pas obligatoire pour parachever la mise en page.

Pour une aide détaillée, merci de consulter Aide:Wikification.
Si vous pensez que ces points ont été résolus, vous pouvez retirer ce bandeau et améliorer la mise en forme d'un autre article.
Guerre russo-circassienne Guerre du Caucase
La Bataille de Kbaadé (en abkhaze : Гәбаадәы аибашьра; en russe : Кра́снополя́нская битва) a eu lieu en 1864 entre les Tcherkesses ou Circassiens et les forces impériales russes pendant la guerre russo-circassienne,,,,,,,. Elle est largement considérée comme la dernière bataille de la guerre, car aucune autre bataille significative, autre que des rébellions dispersées, n'a eu lieu par la suite,,,,.

## La bataille

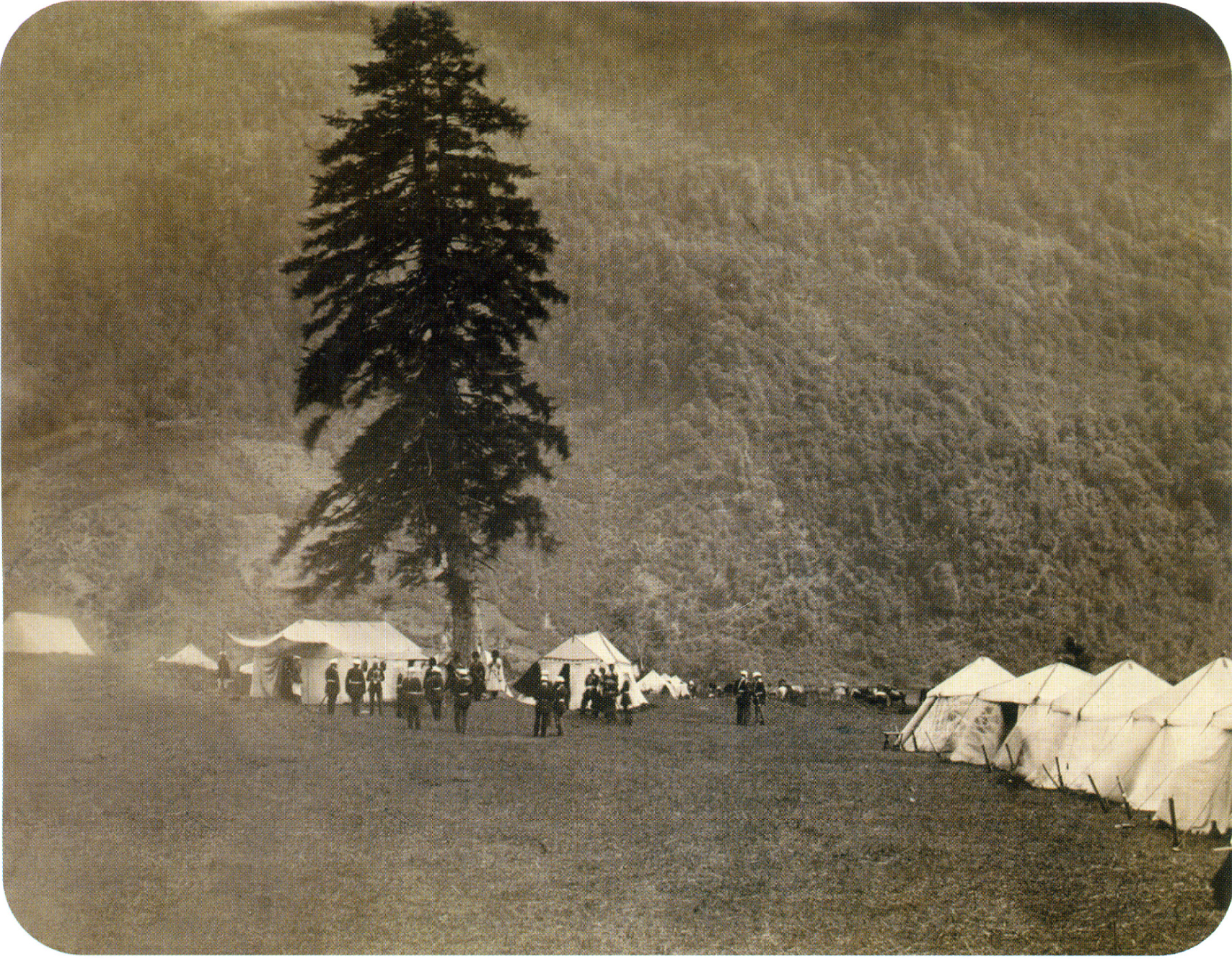
Camp militaire des troupes russes à Kbaadé le 21 mai 1864

La bataille a eu lieu à Кbaada en 1864 entre l'armée circassienne de 20 000 hommes et femmes, composée de villageois et de miliciens locaux ainsi que de cavaliers tribaux, et une armée russe de 250 000 hommes, composée de cavaliers cosaques et russes, d'infanterie et d'artillerie. Les forces russes ont avancé de quatre côtés. Les forces circassiennes ont essayé de briser la ligne, mais beaucoup ont été touchées par l'artillerie et l'infanterie russes avant de réussir à atteindre le front. Les combattants restants ont été rapidement vaincus. L'armée russe a commencé à célébrer la victoire sur les cadavres, et un défilé militaro-religieux a eu lieu, tandis que 100 guerriers circassiens ont été exécutés en public. L'armée russe a ensuite continué à attaquer et à brûler les villages circassiens, détruisant les champs pour empêcher le retour, coupant des arbres et repoussant les gens vers la côte de la mer Noire.